# جوجل دودل
جوجل دودل (بالإنجليزية: Google Doodle) وتسمى أحيانا خربشة جوجل وهي تشير إلى التغير الخاص والمؤقت الذي تجريه شركة غوغل على شعارها في الصفحة الرئيسية لمحرك البحث الشهير وذلك احتفاءاً بمناسبة معينة تظهر عند الضغط عليها أو تمرير المؤشر في الأجهزة الحاسوبية المختلفة. كان أول دودل قد ظهر سنة 1998 على شرف مهرجان الرجل المحترق.

دودل الألعاب الأولمبية الصيفية 2024

## قائمة المناسبات التاريخية

### الخربشات المختارة في 2010
- 5 يونيو 2010، استبدل جوجل شعاره بخربشة لصورة ثلاثية الأبعاد بمناسبة الذكرى الـ 112 لميلاد عالم الفيزياء المجري البريطاني دنيس غابور.[3]

### الخربشات المختارة في 2011
- 26 أبريل 2011: جوجل استبدلت شعارها بخربشة لرسومات طيور وأغصان أشجار بمناسبة الذكرى الـ 226 لمولد عالم الطيور جون جيمس أودوبون في معظم نطاقات جوجل حول العالم.[4]
- 21 يونيو 2011، جوجل استبدلت شعارها بخربشة تمثل المغني المصري عبد الحليم حافظ بمناسبة ذكرى ميلاده.[5]
- 26 يوليو 2011، جوجل استبدلت شعارها بخربشة تمثل الشاعر العراقي محمد مهدي الجواهري بمناسبة الذكرى ال112 لميلاده.[6]
- 23 أغسطس 2011، جوجل استبدلت شعارها بخربشة تمثل الشاعرة العراقية نازك الملائكة بمناسبة الذكرى ال88 لميلادها.[7]
- 15 سبتمبر 2011، جوجل استبدلت شعارها بخربشة تمثل الممثل الكوميدي المصري إسماعيل ياسين وهو يمثل ثلاثة أدوار بمناسبة الذكرى ال99 لميلاده.[8]
- 16 سبتمبر 2011، جوجل استبدلت شعارها بخربشة تمثل الطبيب المجري ألبرت ناجيرابولت الحائز على جائزة نوبل في الطب لعام 1937 بمناسبة الذكرى ال118 ميلاده.[9]
- 23 سبتمبر 2011، جوجل استبدلت شعارها بخربشة تمثل بعض شخصيات برنامج الأطفال التلفزيوني شارع السمسم احتفالا بالذكرى ال75 لميلاد جيم هانسون.[10]
- 12 أكتوبر 2011، جوجل استبدلت شعارها بخربشة لآرثر كلوكي رائد الرسوم المتحركة بالصلصال احتفالا بالذكرى ال90 لميلاده.
- 21 أكتوبر 2011، جوجل استبدلت شعارها بخربشة ماري بلير رسامة الرسوم المتحركة.[11]
- 23 أكتوبر 2011، جوجل استبدلت شعارها بخربشة لقاعة انتخابات بمناسبة انتخابات المجلس الوطني التأسيسي في نطاق جوجل تونس.
- 7 نوفمبر 2011، جوجل استبدلت شعارها بخربشة لعالمة الفيزياء والكيمياء الفرنسية ماري كوري بمناسبة الذكرى ال144 لمولدها.[12]
- 18 نوفمبر 2011، جوجل استبدلت شعارها بخربشة لعالمة الكيمياء الفرنسية لويس داجير بمناسبة الذكرى ال لمولدها.
- 30 نوفمبر 2011، جوجل استبدلت شعارها بخربشة للكاتب الأمريكي مارك توين بمناسبة الذكرى 176 لمولده.
- 12 ديسمبر 2011، جوجل استبدلت شعارها بخربشة لعالم الحواسيب روبرت نويس بمناسبة الذكرى 84 لمولده.[13]

### الخربشات المختارة في 2012
- 11 يناير 2012، جوجل استبدلت شعارها بخربشة لعالم الطبيعة الدنماركي نيكولاس ستينو.[14]
- 7 فبراير 2012، جوجل استبدلت شعارها بخربشة للأديب البريطاني تشارلز ديكنز بمناسبة الذكرى ال200 لميلاده.[15]
- 11 فبراير 2012، جوجل استبدلت شعارها بخربشة للأديبة والشاعرة الفلسطينية اللبنانية مي زيادة في نطاقات جوجل في الدول العربية بمناسبة الذكرى ال126 لميلادها.[16]
- 22 فبراير 2012، جوجل استبدلت شعارها بخربشة لعالم اللاسلكي الألماني هاينريخ هيرتس في نطاقات جوجل حول العالم بمناسبة الذكرى ال155 لميلاده.[17]
- 25 فبراير 2012، جوجل استبدلت شعارها بخربشة للرحالة المغربي ابن بطوطة في نطاقات جوجل العربية بمناسبة الذكرى ال707 لميلاده.[18]
- 29 فبراير 2012، جوجل استبدلت شعارها بخربشة للمؤلف الموسيقي الإيطالي جواكينو روسيني في نطاقات جوجل حول العالم بمناسبة الذكرى ال122 لميلاده.[19]
- 8 مارس 2012، جوجل استبدلت شعارها بخربشة تمثل رموز نسوية بمناسبة اليوم الدولي للمرأة.[20]
- 13 مارس 2012، جوجل استبدلت شعارها بخربشة لعود ونظارة بمناسبة الذكرى الـ 110 لمولد الموسيقار المصري محمد عبد الوهاب.[21]
- 20 مارس 2012، جوجل استبدلت شعارها بخربشة تمثل زهرتان وفراشتان ولقلق بألوان زاهية بمناسبة يوم الاعتدال الربيعي في نطاق جوجل العالمي وعديد النطاقات حول العالم (عدا نطاقات جوجل تونس وجوجل الإمارات ونطاقات جوجل في بلدان أخرى).[22]
- 20 مارس 2012، جوجل استبدلت شعارها بخربشة تمثل علم تونس في نطاق جوجل تونس بمناسبة الذكرى ال 56 لاستقلال تونس.[23]
- 21 مارس 2012، جوجل استبدلت شعارها بخربشة لعيد الأم في نطاقات جوجل في الدول العربية.
- 23 مارس 2012، جوجل استبدلت شعارها بخربشة لرسومات خوان غريس بمناسبة الذكرى ال 125 لميلاد الرسام الإسباني خوان غريس.[24]
- 27 مارس 2012، جوجل استبدلت شعارها بأبنية صممها المصصم المعماري الألماني لودفيغ ميس فان دير روه بمناسبة الذكرى الـ 126 لميلاده في نطاق جوجل العالمي وفي نطاقات جوجل الأخرى حول العالم.[25]
- 9 أبريل 2012: جوجل استبدلت شعارها بخربشة لصور متحركة تمثّل أحصنة تعدو بتخليدا للذكرى الـ 182 لميلاد رائد الصور المتحركة إدوارد مويبريدج.[26]
- 14 أبريل 2012: جوجل استبدلت شعارها بخربشة للرسام الفرنسي روبير دوانو بمناسبة الذكرى الـ 100 لميلاده.[27]
- 4 مايو 2012: جوجل استبدلت شعارها برسومات بالطباشير بألوان مختلفة للرسام كيث هارينغ.
- 9 مايو 2012: جوجل استبدلت شعارها بخربشة لآثار فرعونية بمناسبة الذكرى الـ 138 لميلاد عالم المصريات البريطاني هوارد كارتر.[28]
- 10 مايو 2012: جوجل استبدلت شعارها بتمثال نهضة مصر احتفالا بالذكرى الـ 121 لميلاد النحات المصري محمود مختار في نطاقات جوجل في الدول العربية.[29]
- 18 مايو 2012: جوجل استبدلت شعارها بخربشة لدائرة ورسم لمعادلة وقطع مخروط احتفالا بالذكرى الـ 964 لميلاد عالم الرياضيات والشاعر عمر الخيام في نطاقات جوجل في الدول العربية وأفغانستان.[30]
- 23 مايو 2012: جوجل استبدلت شعارها بخربشة مخترع لجهاز موغ – سانتيسيزر الموسيقي بمناسبة الذكرى الـ 78 لميلاد رائد في الموسيقى الإلكترونية الأمريكي روبرت موغ.[31]
- 23 مايو 2012: جوجل استبدلت شعارها بخربشة لقاعة انتخاب تحتوي على خلوتان وصندوق اقتراع ومنتخبون بمناسبة انتخابات الرئاسة المصرية 2012.[32]
- 30 مايو 2012: جوجل استبدلت شعارها بخربشة لمجوهرات بيضات فابرجيه بمناسبة الذكرى الـ 166 لميلاد صانع المجوهرات الروسي بيتر كارل فابرجيه.[33]
- 23 يونيو 2012: جوجل استبدلت شعارها بخربشة لآلة تورنغ بمناسبة الذكرى ال 100 لمولد آلان تورنغ عالم الرياضيات البريطاني في نطاقات جوجل حول العالم.[34]
- 24 يوليو 2012: جوجل استبدلت شعارها بخربشة لرائدة الطيران الأمريكية أميليا إيرهارت وهي تصعد طائرة بمناسبة الذكرى ال 115 لميلادها في نطاقات جوجل حول العالم.[35]
- 28 يوليو: جوجل استبدلت شعارها بخربشة لرامية سهام أولمبية بمناسبة الاحتفال بانطلاق المنافسات الفعلية للألعاب الأولمبية الصيفية 2012 في لندن.[36]

### خربشات 2015
- 25 يناير 2015: جوجل استبدلت شعارها بصورة يوسف شاهين احتفالا بالذكرى الـ 89 لميلاد المخرج المصري يوسف شاهين في نطاقات جوجل في الدول العربية.[37]

### خربشات 2016
في 19 مايو 2016 ، كرمت غوغل يوري كوشياما ، وهي ناشطة أمريكية آسيوية عضو في جماعة الماويين وعضو الحركة الثورية القومية السوداء ، مع رسومات الشعار المبتكرة على الصفحة الرئيسية للولايات المتحدة الأمريكية. تم انتقاد هذا الاختيار بسبب بعض آراء كوشياما المثيرة للجدل، مثل الإعجاب بأسامة بن لادن وماو تسي تونج. دعا السيناتور الأمريكي بات تومي إلى اعتذار علني من جوجل. لم ترد Google على أي نقد، كما أنها لم تغير طريقة عرض رسومات الشعار المبتكرة على صفحتها الرئيسية أو على الصفحة المخصصة لدودل.

## معرض لبعض صور الخربشات

محرك بحث جوجل يوم 23 أكتوبر 2011 بمناسبة إنتخابات تونس .
شعار:محرك بحث جوجل يوم 5 يوليو 2009، بالعلم الوطني الجزائري بمناسبة ذكرى يوم الاستقلال في الجزائر·
هذا شعار: محرك بحث جوجل يوم 18 نوفمبر 2014، لفارس مغربي يحمل العلم المغربي (بمناسبة ذكرى يوم الاستقلال ).

## وصلات خارجية
- قائمة موسعة في معظم خربشات جوجل مرفقة بصورها